# Nikolas Matinpalo
Nikolas Matinpalo (né le 5 octobre 1998 à Espoo en Finlande) est un joueur professionnel finlandais de hockey sur glace. Il évolue au poste de défenseur.

## Biographie

### Carrière en club
Formé au Espoon Palloseura, il rejoint les équipes de jeunes des Espoo Blues. En 2018, il commence sa carrière senior avec l'Ilves Tampere dans la Liiga. En 2021, il signe à l'Ässät. En 2023, il part en Amérique du Nord et est assigné aux Senators de Belleville dans la Ligue américaine de hockey. Le 28 octobre 2023, il joue son premier match dans la Ligue nationale de hockey avec les Sénateurs d'Ottawa face aux Penguins de Pittsburgh. Il enregistre son premier point le 13 mars 2025 face aux Bruins de Boston. Le 6 avril 2025, il marque son premier but dans la LNH face aux Blue Jackets de Columbus.

### Carrière internationale
Il représente la Finlande au niveau international.

## Statistiques

### En club
| Saison    | Équipe                 | Ligue  |    | Saison régulière | Saison régulière | Saison régulière | Saison régulière | Saison régulière |   | Séries éliminatoires | Séries éliminatoires | Séries éliminatoires | Séries éliminatoires | Séries éliminatoires |
| Saison    | Équipe                 | Ligue  | PJ | B                | A                | Pts              | Pun              | PJ               | B | A                    | Pts                  | Pun                  |                      |                      |
| 2018-2019 | Ilves                  | Liiga  | 30 | 2                | 4                | 6                | 10               | 7                | 0 | 0                    | 0                    | 4                    |                      |                      |
| 2018-2019 | Koovee Tampere         | Mestis | 2  | 0                | 0                | 0                | 0                | -                | - | -                    | -                    | -                    |                      |                      |
| 2019-2020 | Ilves                  | Liiga  | 33 | 0                | 1                | 1                | 47               | -                | - | -                    | -                    | -                    |                      |                      |
| 2019-2020 | Koovee Tampere         | Mestis | 13 | 1                | 2                | 3                | 10               | -                | - | -                    | -                    | -                    |                      |                      |
| 2020-2021 | Ilves                  | Liiga  | 11 | 0                | 0                | 0                | 6                | -                | - | -                    | -                    | -                    |                      |                      |
| 2020-2021 | Koovee Tampere         | Mestis | 1  | 0                | 1                | 1                | 0                | -                | - | -                    | -                    | -                    |                      |                      |
| 2020-2021 | Ässät                  | Liiga  | 30 | 1                | 2                | 3                | 18               | -                | - | -                    | -                    | -                    |                      |                      |
| 2021-2022 | Ässät                  | Liiga  | 50 | 4                | 4                | 8                | 20               | -                | - | -                    | -                    | -                    |                      |                      |
| 2022-2023 | Ässät                  | Liiga  | 51 | 7                | 9                | 16               | 20               | 8                | 0 | 4                    | 4                    | 4                    |                      |                      |
| 2023-2024 | Senators de Belleville | LAH    | 67 | 4                | 10               | 14               | 26               | 7                | 0 | 0                    | 0                    | 4                    |                      |                      |
| 2023-2024 | Sénateurs d'Ottawa     | LNH    | 4  | 0                | 0                | 0                | 0                | -                | - | -                    | -                    | -                    |                      |                      |

### En équipe nationale
| Année | Équipe   | Compétition                 |   | PJ | B | A | Pts | Pun | +/-      |  | Résultat |
| 2023  | Finlande | Championnat du monde        | 8 | 1  | 2 | 3 | 0   | +5  | 7e place |  |          |
| 2025  | Finlande | Confrontation des 4 nations | 3 | 0  | 0 | 0 | 2   | -5  | 4e place |  |          |